# Dzbanki
Dzbanki – wieś (dawniej gmina) w Polsce położona w województwie łódzkim, w powiecie bełchatowskim, w gminie Szczerców, w sołectwie Polowa-Kościuszki nad rzeką Widawką.
Do 30 czerwca 1930 roku wieś należała i była siedzibą władz gminy Dzbanki. W latach 1954–1957 – gromady Dzbanki. W latach 1975–1998 miejscowość administracyjnie należała do województwa piotrkowskiego.